# سيفيل براند (فلم)
سيفيل براند (بالإنجليزية: Civil Brand)، هُو فيلم دراما اجتماعية أمريكي صدر سنة 2002 وأخرجته المُخرجة Neema Barnette. الفيلم من بطولة كُل من فلوران دانيال براتو ون'بيسحي رايت وياسين باي وليزاري ماكوي وMonica Calhoun.

## وصلات خارجية
- سيفيل براند  في قاعدة بيانات الأفلام على الإنترنت (بالإنجليزية)
- سيفيل براند على موقع أول موفي.